# Ricardo Burguete Reparaz
Ricardo Burguete Reparaz (Madrid, 14 de marzo de 1899- Murcia, 27 de mayo de 1934) fue un militar condecorado por su valor con la Cruz laureada de San Fernando en la guerra del Rif en Marruecos, e hijo del teniente general Ricardo Burguete Lana. 

## Biografía
Ricardo Burguete era el hermano mayor de Manuel y Luis, reconocidos héroes militares por su valor demostrado e hijo de un teniente de infantería que llegaría muy lejos, que luchó durante la guerra de Independencia cubana entre (1895-1896) obteniendo la Cruz laureada de San Fernando de segunda clase, luego fue a Filipinas donde fue herido (1896-1897) y ganó la de primera clase, más tarde luchó en Marruecos (1909). Estuvo en la represión de la huelga general de dicho año, en la que tuvo bajo sus órdenes a un joven inexperto aspirante a masón Francisco Franco que, sin embargo, durante su dictadura se encargaría de decir que este era masón de izquierdas, lo que nunca logró demostrar y pese a saberse que había afirmado de cazar «como fieras» a los obreros golpistas que dejaba fuera de duda tal afirmación en ese tiempo. En 1922 se le nombró alto comisario de España en Marruecos, sustituyendo a su amigo Dámaso Berenguer. Al poco fue director general de la Guardia Civil entre el 27 de marzo de 1925 y el 2 de noviembre de 1928, siendo sustituido por su conocido el general Sanjurjo, para pasar ese mismo año a la presidencia del Consejo Supremo de Guerra y Marina. La derecha extrema no perdonó al viejo liberal por virar hacia posiciones izquierdistas y de centro republicanas. El 15 de enero de 1933, fue nombrado presidente de la Cruz Roja Española, y en tal calidad presidió el entierro de su hijo en Los Alcázares fallecido a consecuencias de la guerra. Durante la guerra sus dos hermanos varones cayeron asesinados del bando sublevado al comienzo de la Guerra Civil, circunstancia de la que Burguete culparía a Gonzalo Queipo de Llano como una venganza personal por haber su hijo Luis demostrado la cobardía de este en juicio militar que le costó la expulsión del mando militar de su ejército.1nota 
Ingresó en el Ejército de Tierra español el 5-9-1914, como pionero de la aviación ostentaba aún volando su emblema de regulares. Su tío era el general don Manuel Burguete Lana, primero que ingresó de la familia en la academia de oficiales de Zaragoza.
También era sobrino del teniente coronel maestro de la guardia civil Ignacio Reparaz Rodríguez-Baez y el periodista Gonzalo de Reparaz Rodríguez por parte materna.
Se casó con María de Ayala apareciendo su boda en el correo de la mañana así como los numerosos asistentes y la cantidad de regalos que recibió la pareja. La misma tuvo cuatro hijos. 

### Hoja de Servicio
- Ingresó en el Ejército de Tierra español el 5-9-1914, como pionero de la aviación ostentaba aún volando su emblema de regulares.

Teniendo antigüedad como teniente del 25-6-1919 en el grupo de regulares de Melilla 2. También formó parte del grupo de regulares indígenas Tetúan, luego asimiló al grupo pionero de aviación al igual que haría su hermano Luis desde caballería siendo capitán, luchando contra los insurgentes marroquíes por su bombardeo y acción de héroe fue condecorado con las Cruces del Mérito Militar y la Cruz Laureada de San Fernando la distinción más importante del ejército español.
- Falleció con la graduación de Comandante a consecuencia de sus numerosas heridas en el bajo vientre, por lo que pasó gran parte de su último periodo de vida como héroe público y notorio pero de poca actividad profesional debido a esto.